# Ranka Eisenhauer
Ranka Eisenhauer (geborene Okić;  6. November 1969 in Fojnica, Bosnien und Herzegowina) ist eine bosnisch-deutsche Schriftstellerin von Lyrik und Kurzprosa. Sie lebt seit 1988 in Deutschland.

## Leben
Eisenhauer absolvierte in ihrer Heimatstadt Fojnica eine Ausbildung zur Metallurgietechnikerin. Anschließend studierte sie kurzzeitig in Tuzla. Im Jahr 1988 übersiedelte sie nach Deutschland, wo sie bis heute in der Nähe von Frankfurt am Main lebt.
In Deutschland setzte sie ihre Ausbildung fort und erwarb zunächst ein Sprachdiplom am Goethe-Institut Frankfurt, das ihre guten Deutschkenntnisse bestätigte. Anschließend absolvierte sie eine Ausbildung zur Hotelkauffrau. Darauf folgten Weiterbildungen in Bürosachbearbeitung, Buchführung sowie wirtschaftlichem Denken und Handeln im Rahmen eines Fernstudiums. Beruflich ist sie derzeit als Teamleiterin im kaufmännischen Bereich tätig und ist eine aktive Schriftstellerin.

## Literarisches Schaffen
Eisenhauer entdeckte ihre Leidenschaft fürs Schreiben bereits in der Schulzeit und gewann erste Preise für ihre Gedichte. Sie verfasst Lyrik und Kurzprosa in bosnisch-kroatischer und deutscher Sprache; ein Roman befindet sich in Vorbereitung. Ihre Texte sind geprägt von persönlichen und heimatbezogenen Themen und vermitteln zugleich universelle Botschaften zu Identität, Migration, Heimat und kultureller Vielfalt.

## Werke
- Fojnica nekad i sad (2023)[1][2] – Reisebeschreibung in  Versen und weitere Gedichte; lyrische Sammlung über die Heimatstadt     Fojnica, deren Geschichte und Bedeutung im Leben der Autorin.
- Zov i okovi domovine / Ruf und Fesseln der Heimat (2025)[3] Verlag: Dobra knjiga, Sarajevo – zweisprachige Sammlung von Gedichten und Erzählungen. Die Texte     thematisieren eine starke Bindung an Bosnien und Herzegowina, den Schmerz des Abschieds, die Sehnsucht nach den Wurzeln sowie den Wunsch nach einem  besseren Zusammenleben und Wertschätzung kultureller Vielfalt. Rezensionen verfassten Prof. Dr. Edin Pobrić und Dr. Enisa Bukvić.

## Beiträge in Anthologien
- Sarajevo ljubavi moja (2025, Udruženje bosanskih umjetnika) – zweisprachiges Gedicht „Kada se Bajram i Božić spoje“. „Wenn Bajram und Weihnachten sich vereinen“
- 120 Poetski jednačina (2025, KNS – Udruženje za kulturu Nova svjetlost)[4] – Gedicht „Blues“.

## Lesungen und Auftritte
Eisenhauers Bücher wurden in Sarajevo, Fojnica und Mostar präsentiert, unter anderem mit Unterstützung des Književni korner aus Sarajevo. Sie war Gast in der Fernsehsendung BHT1 Uživo des Bosnisch-Herzegowinischen Rundfunks sowie im Programm von Federalni Radio. Ihre Arbeiten wurden zudem in sozialen Medien und auf Literaturportalen vorgestellt.